# Watu Gajah
Watu Gajah is een bestuurslaag in het regentschap Gunung Kidul van de provincie Jogjakarta, Indonesië. Watu Gajah telt 3665 inwoners (volkstelling 2010).